# Maria Louise Kirk
Maria Louise Kirk (geb. 21. Juni 1860 in Lancaster, Pennsylvania; gest. 21. Juni 1938) war eine US-amerikanische Illustratorin und Malerin.
Kirk studierte in Philadelphia Kunst, erst an der School of Design for Women, dann an der Pennsylvania Academy of the Fine Arts. Im Laufe ihrer Karriere illustrierte sie über 50 Bücher. Ihre Arbeit ist stilistisch eigenständig und wenig vom Jugendstil oder Art déco beeinflusst.

## Werke (Auswahl)

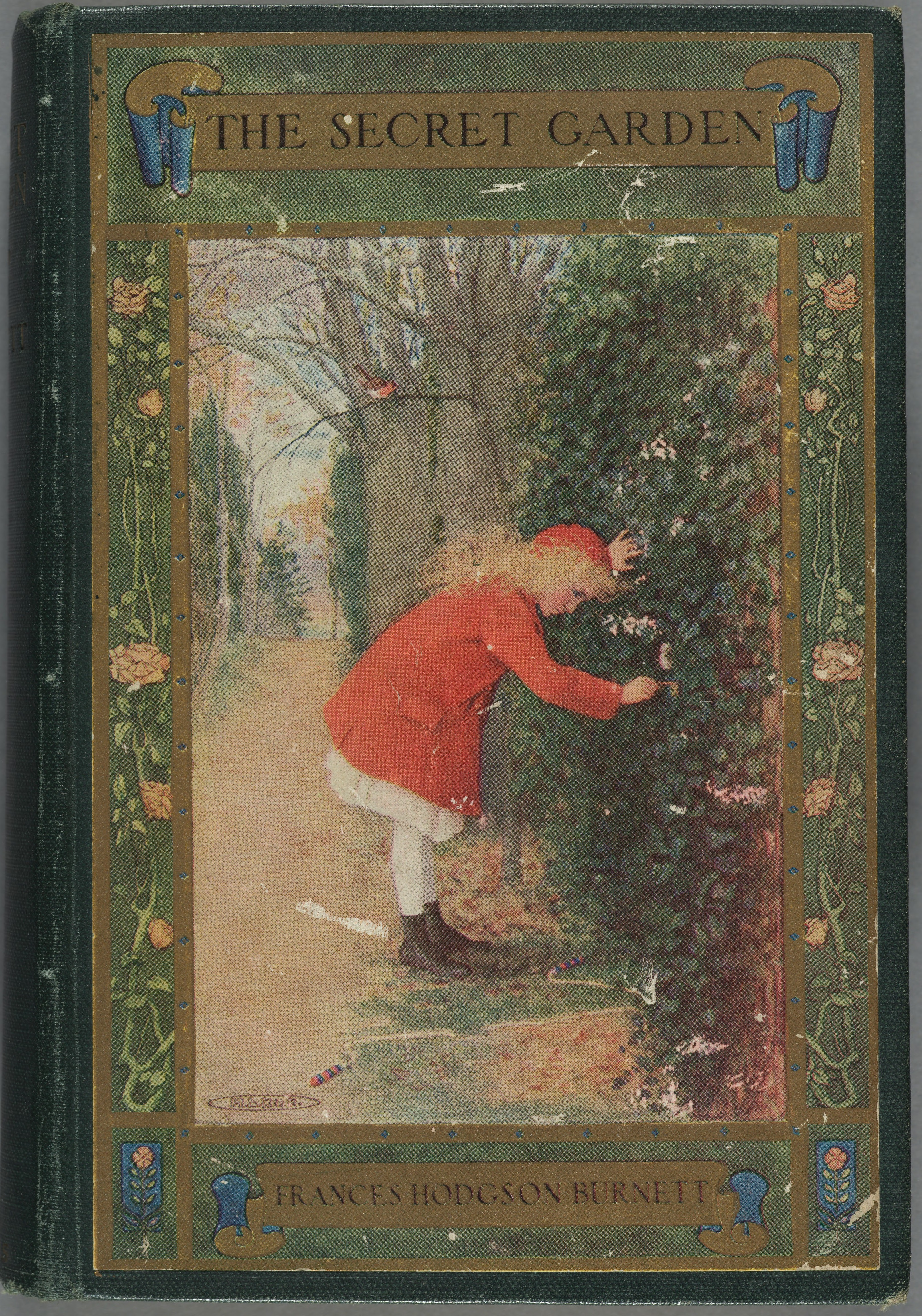
Buchdeckel der amerikanischen Erstausgabe des Buches Der Geheime Garten.
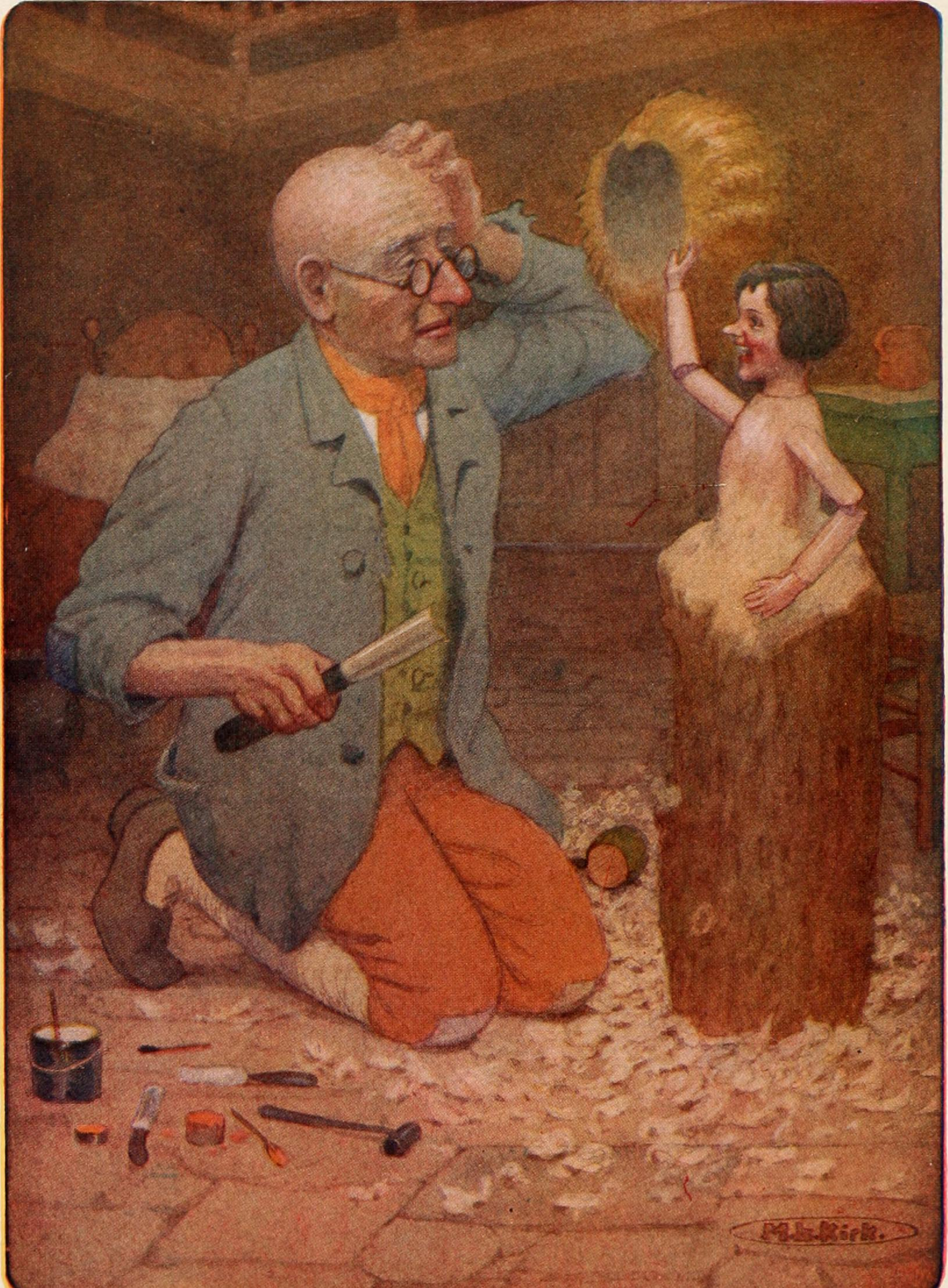
Illustration aus Pinocchio.
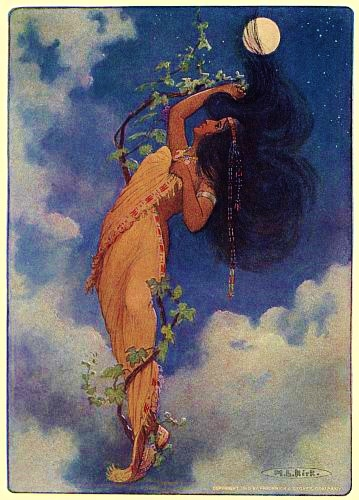
Illustration aus einer Adaption von Longfellows The Song of Hiawatha.
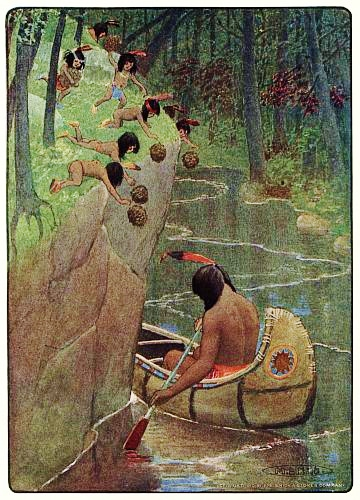
Illustration aus einer Adaption von Longfellows Hiawatha.
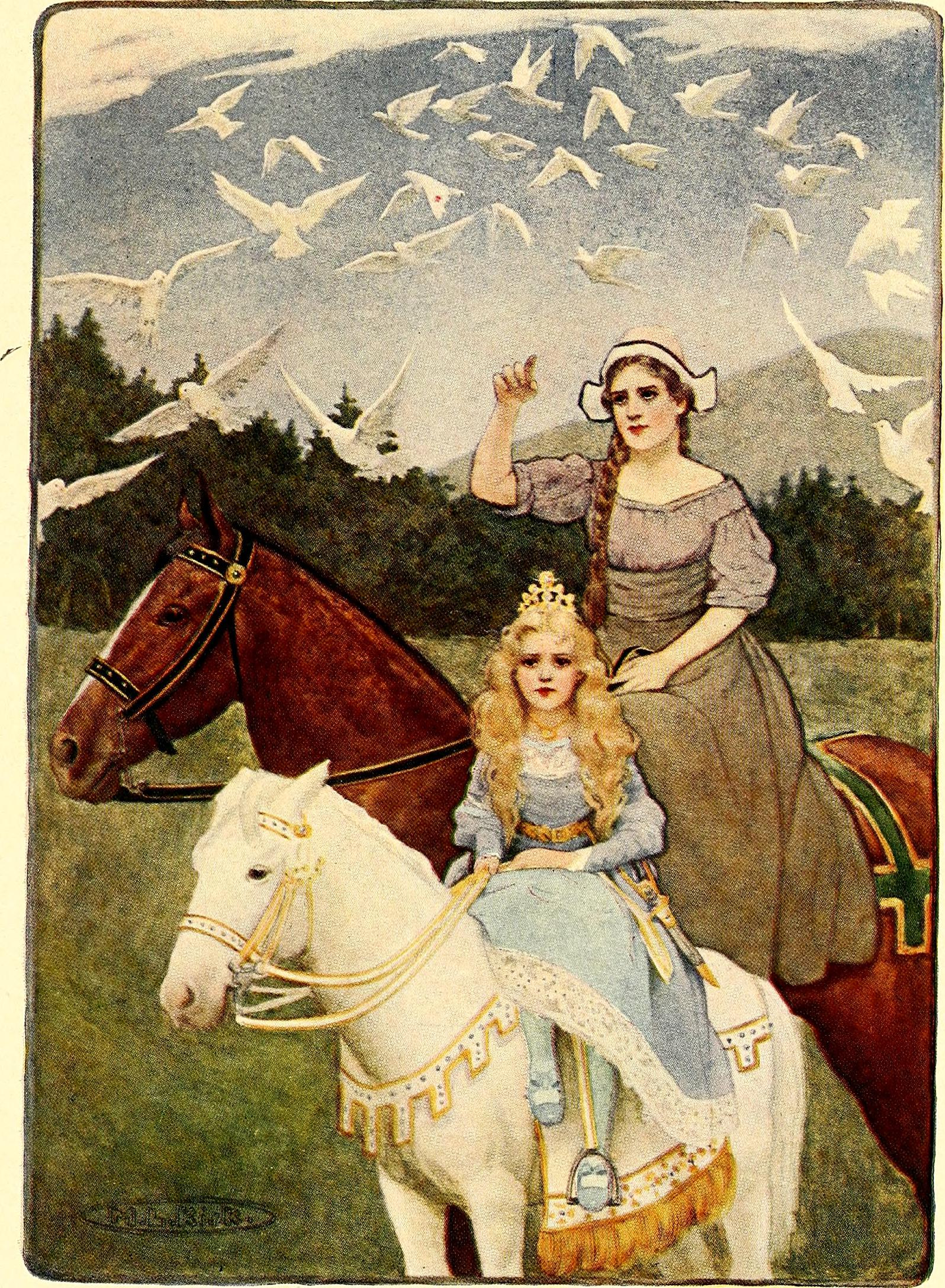
Illustration aus The Princess and Curdie.